# Repülőhalfélék
A repülőhalfélék (Exocoetidae) a csontos halak (Osteichthyes) főosztályának sugarasúszójú halak (Actinopterygii) osztályába és a makrahalalakúak (Beloniformes) rendjébe tartozó család.

## Rendszerezés
A családba az alábbi 4 alcsalád és 7 nem tartozik
- Fodiatorinae
  - Fodiator (Jordan & Meek, 1885)

- Paraexocoetinae
  - Parexocoetus (Bleeker, 1866)

- Exocoetinae
  - Exocoetus (Linnaeus, 1758)

- Cypselurinae
  - Cheilopogon (Lowe, 1841)
  - Cypselurus (Swainson, 1838)
  - Hirundichthys (Breder, 1928)
  - Prognichthys (Breder, 1928)

Egyes rendszerbesorolások ide sorolják a Danichthys és a Oxyporhamphus nemeket is.

## Előfordulásuk
A repülőhalfélék az összes nagyobb tenger trópusi területein fellelhetők. Egyes fajok késő nyáron gyakran elköltöznek az Észak-Európa és Észak-Amerika menti vizekre, amelyeket a tél beálltával ismét elhagynak.

## Megjelenésük
Egyes fajok elérhetik a 45 centiméteres hosszúságot és a 700 grammot. A nagy mellúszók úszás közben testükhöz simulnak, a „repüléshez” viszont mereven széttárulnak. Egyes fajoknál a hasúszók is nagyok. A farokúszó erős alsó lebenye nagyobb; a hal ezzel hajtja magát előre.

## Siklórepülésük
A halak alkalmas szögben megközelítik a víz felszínét és farokúszójukkal gyorsan csapdosnak, hogy elérjék a kiugráshoz szükséges sebességet. Ezután mellúszóikat széttárják és néhány métert siklórepülésben tesznek meg. Amint sebességük csökkenni kezd, újból alámerítik farkukat, csapásaikkal ismét kellő lendülethez jutnak a továbbrepüléshez.

## Életmódjuk
A repülőhalfélék társas lények, többnyire azonban nem alkotnak sűrű rajokat. Táplálékuk plankton méretű állatok és más halak lárvái.

## Szaporodásuk
Az ívási időszak tavasszal és kora nyáron a meleg és mérsékelt övi tengerekben van. A mélytengeri fajok ikrái szabadon lebegnek a vízben; a sekély vízben élők ikrái a burkon lévő szálakkal fennakadnak a növényzeten.